# Balabán

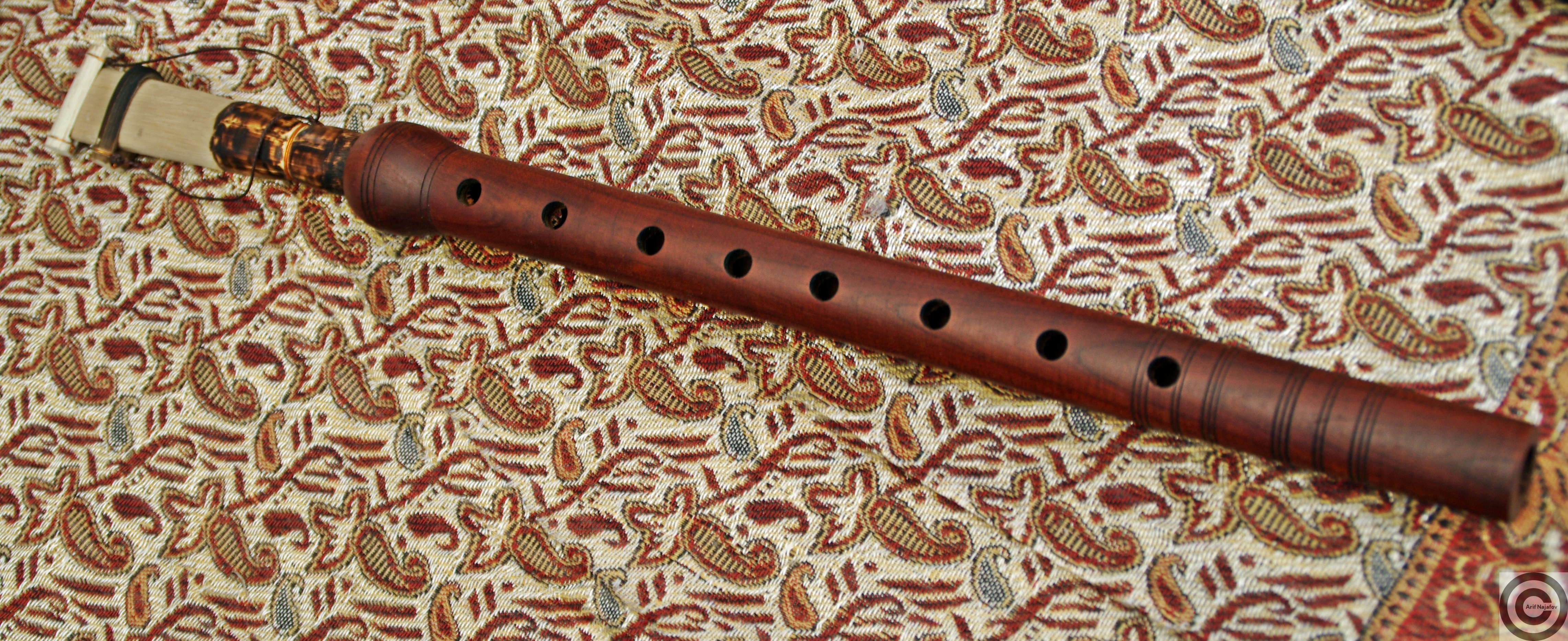
Fotografía de un Balabán.

El balabán (en azerí: Balaban) — es un instrumento de viento principalmente del pueblo azerbaiyano. La principal diferencia entre el balabán y otros tipos de instrumentos de viento es la presencia en el fondo de la boquilla de una lengüeta, un interruptor vibratorio que hace que la columna de aire del canal produzca un sonido. 
Un instrumento con el mismo nombre es común en Irán. El balabán es estructuralmente similar al ney turco. En Kabardia-Balkaria (balaban o kamyl) y en Uzbekistán, Tayikistán (balaban, bulaman, balabon), los instrumentos del mismo tipo también están provistos de una lengüeta única. En el "gamysh balaban" de Turkmenistán, se cierra un extremo del cañón y se inserta una boquilla de lengüeta en el "agaj balaban".
Los instrumentos relacionados con el balabán también son comunes en China, Corea y Japón. En China el guangji (guang) se considera un instrumento prestado de los uigures, y en Corea, huanpiri y en el Japón, hichikari (hichiriki) - de los chinos, es decir, el lugar de nacimiento de estos instrumentos es la Región Autónoma Uigur del Xinjiang de China, habitada por uno de los antiguos pueblos del grupo turco.

## Etimología
La palabra "balaban" consta de dos sílabas semánticas: "bala" (pequeña) y "ban" (voz), lo que significa que la voz baja coincide con el timbre del instrumento. El balabán también se conoce en diferentes partes de Azerbaiyán con los nombres de "Yasti Balaban" (por la caña aplanada), "mey", "balaman" y "duduk". Cabe recordar que en una de las líneas de la epopeya "Dada Gorgud" se menciona la palabra "duduk" como instrumento musical.

## Estructura
El cuerpo del balabán tiene una forma cilíndrica hueca y plana y está hecho de una sola pieza de madera de albaricoque, nogal, pera y morera.
La longitud del barril terminado es de 280-320 mm y el diámetro - 20-22 mm. El extremo superior del barril tiene una forma esférica. Luego, se perfora un canal de sonido con un diámetro de 10 mm. 
Para extraer los sonidos, normalmente se abren ocho agujeros en la parte delantera del barril y uno - en la parte trasera.